# Sean Cooper (Footballspieler)
Sean Cooper (* 1986) ist ein ehemaliger US-amerikanischer American-Football-Spieler.

## Leben
Cooper kommt aus Pittsburg (US-Bundesstaat Texas), er gehörte als Student der Southeastern Oklahoma State University zur Footballmannschaft der Hochschule und wurde als Runningback eingesetzt.
Während seiner Profikarriere weilte Cooper fünf Jahre in Deutschland: 2008 und 2009 spielte er für die Marburg Mercenaries, 2010 für die Magdeburg Virgin Guards, 2011 für die Braunschweig Lions sowie 2012 für die Rhein-Neckar Bandits. Allein in seinen ersten drei Jahren in Deutschland kam Cooper auf 7112 Yards Raumgewinn und 83 Touchdowns aus Läufen. Er wurde als bester Spieler der GFL-Saison 2010 ausgezeichnet.
2014 stieß er zum Trainerstab der Southeastern Oklahoma State University und übernahm dort die Betreuung der Runningbacks sowie die Leitung des Kraft- und Konditionstrainings. 2016 gründete Cooper in Durant (Bundesstaat Oklahoma) ein Unternehmen, das unter anderem Training für Leistungssportler anbietet.